# Músculo bulboesponjoso
O músculo bulboesponjoso é um músculo superficial do períneo, nos homens, cobre o bulbo do pênis e nas mulheres, rodeá o orifício da vagina.